# Farol de Garrucha
O farol de Garrucha é um farol situado na cidade de Garrucha, na província de Almeria, na Andaluzia, Espanha. Está gerido pela Autoridade Portuária de Almeria.

## História
Realizou-se uma instalação provisória no castelo de Jesus Nazareno em 1880. O novo farol projectou-se em 1879, e foi aceso pela primeira vez em 1881. Em 1925 estreou-se a rede elétrica no farol.